# Assistenzialismus
Mit Assistenzialismus im engeren Sinne bezeichnet man heute die karitative klassische Armenfürsorge. Im Wesentlichen liegt der Schwerpunkt darauf, armen Bevölkerungsgruppen, z. B. Straßenkindern, Essen, Kleidung, Medizin und Unterkunft zu geben. Geprägt wurde der Begriff in kritischer Absicht durch den Befreiungstheologen Paulo Freire. 
Assistenzialismus im weiteren soziologischen Sinne ist eine Form des Tauschs von Vergünstigungen gegen politischen Konsens. Damit ist der Assistenzialismus mit dem Klientelismus verwandt. Er weist zwei Aspekte auf: eine expansive Fürsorgepolitik des Staates und das lethargische Warten der regionalen Bevölkerung auf staatliche Hilfe. Parallel dazu expandiert oft die staatliche Verwaltung, wodurch der regionale Mangel an produktiven Arbeitsplätzen kompensiert werden soll.

## Kritik
Soweit der Begriff Assistenzialismus die nicht-emanzipatorische Arbeit kirchlicher, aber auch staatlicher und privater Organisationen für Arme beschreibt, ist diese Arbeit nicht darauf ausgerichtet, den Armen langfristige Alternativen zu eröffnen. Außerdem ist sie oft mit Missionsarbeit und in diesem Zusammenhang auch mit Indoktrination in fremden Sprachen verbunden. Dieser Vorgehensweise standen die Befreiungstheologen kritisch gegenüber, die fordern, dass sich diese Form von Fürsorge auf medizinische Hilfe beschränken solle. 
Der weiter gefasste Begriff des Assistenzialismus bezeichnet Austauschbeziehungen zwischen Staat bzw. Verwaltung und regionalen Klientelgruppen, wie sie z. B. in Süditalien oder Teilen Spaniens praktiziert werden. In Kalabrien, wo eine Tradition des eigenverantwortlichen Unternehmertums völlig fehlt und staatliche Transferzahlungen (einschließlich der der Europäischen Union) in den 1990er Jahren über 50 Prozent des Regionalprodukts ausmachten und 35 Prozent aller Beschäftigten in der öffentlichen Verwaltung arbeiteten, haben die Transfers zwar zu einer Vergrößerung des Wohlstands und des Konsums geführt, jedoch keine selbsttragende Entwicklung gefördert. Als negative Implikationen sind zu nennen:
- die Entstehung eines „politischen Unternehmertums“, das mehr durch Protektion als durch eigene Wettbewerbsfähigkeit geschützt wird;
- die Entwicklung eines wenig produktiven Kleinstunternehmertums, das von Subventionen lebt und/oder in den Bereich der Schattenwirtschaft übergeht;
- das kriminelle Unternehmertum, das die öffentliche Ressourcenverteilung kontrolliert.[2]

Der Assistenzialismus-Vorwurf wird oft auch politisch-populistischen Bewegungen wie etwa der Bolivarischen Revolution gemacht.
Einen Gegenentwurf zum Assistenzialismus stellen die Strategien des Empowerment dar. Jedoch ist die Frage, ob etwa ein Programm zur Verbesserung der Gesundheitsvorsorge der Kinder durch Zahlung einer Prämie an die Mütter als assistenzialistisch kritisiert oder als Aktivierungsstrategie begrüßt werden sollte, oft nur schwierig zu entscheiden.